# Fresnay-l'Évêque

Fresnay-l'Évêque este o comună în departamentul Eure-et-Loir, Franța. În 1 ianuarie 2022 avea o populație de 741 de locuitori.